# Империум
Империум (на латински: imperium; imperare – „заповядвам“) e тип магистратска изпълнителна власт, заедно с общата потестас (лат. potestas).
Империумът включвал:
- висшата военна власт;
- правото да се сключва примирие и да се свиква Сената и народното събрание;
- правото на съд и наказание.

Тази власт принадлежи на диктаторите, консулите и преторите, като:
- Диктаторът имал „височайша власт“ – summum imperium, включваща правото да издава смъртна присъда, не подлежаща на обжалване.
- Консулът имал голям империум – majus imperium – право да се издава смъртна присъда, която обаче да подлежи на обжалване в центуриатното събрание.
- Преторът бил с ограничен империум – imperium minus – без право да издава смъртни присъди.